# ناحیه راریتان، شهرستان هندرسون، ایلینوی
ناحیه راریتان (به انگلیسی: Raritan Township) یک منطقهٔ مسکونی در ایالات متحده آمریکا است که در شهرستان هندرسون، ایلینوی واقع شده‌است. ناحیه راریتان ۸۸٫۰۶ کیلومتر مربع مساحت دارد ۲۲۶ متر بالاتر از سطح دریا واقع شده‌است.